# Neostylopyga
Neostylopyga es un género de cucarachas de la familia Blattidae (cucarachas).

## Especies
- Neostylopyga albofasciata (Hanitsch, 1950)
- Neostylopyga annulicornis Princis, 1962
- Neostylopyga atrox (Hanitsch, 1928)
- Neostylopyga badia Princis, 1966
- Neostylopyga coxalis (Walker, 1868)
- Neostylopyga hova (Saussure, 1891)
- Neostylopyga jambusanensis Roth, L. M., 1988
- Neostylopyga laosana Anisyutkin, 2010
- Neostylopyga maculifrons (Hanitsch, 1931)
- Neostylopyga maindroni (Shelford, 1911)
- Neostylopyga michaelseni (Shelford, 1909)
- Neostylopyga modesta Bei-Bienko, 1965
- Neostylopyga nana (Shelford, 1912)
- Neostylopyga neavei (Shelford, 1911)
- Neostylopyga nkelei (Hanitsch, 1950)
- Neostylopyga nossibei (Saussure, 1899)
- Neostylopyga ornata (Brunner von Wattenwyl, 1865)
- Neostylopyga papuae (Shaw, 1925)
- Neostylopyga parallela Bolívar, 1897
- Neostylopyga picea (Brunner von Wattenwyl, 1865)
- Neostylopyga propinqua (Shelford, 1910)
- Neostylopyga quadrilobata (Brunner von Wattenwyl, 1898)
- Neostylopyga rhombifolia (Stoll, 1813)
- Neostylopyga rufescens (Chopard, 1924)
- Neostylopyga rufimarginata (Hanitsch, 1950)
- Neostylopyga salomonis (Shelford, 1910)
- Neostylopyga schultzei (Shelford, 1912)
- Neostylopyga sexpustulata (Walker, 1871)
- Neostylopyga unicolor Princis, 1966
- Neostylopyga variabilis Princis, 1962
- Neostylopyga vicina (Chopard, 1924)
- Neostylopyga voeltzkowi (Saussure, 1899)
- Neostylopyga weileri (Shelford, 1908)
- Neostylopyga yemenica (Bey-Bienko, 1969)